# الحركة الإسلامية للإصلاح
الحركة الإسلامية للإصلاح حركة سياسية إسلامية معارضة أسسها سعد الفقيه تهدف إلى إسقاط حكم آل سعود في السعودية وإنشاء نظام إسلامي يعتمد على الشورى في السعودية.

## التأسيس
بعد فصل أعضاء لجنة الدفاع عن الحقوق الشرعية من وظائفهم واعتقالهم ثم الإفراج عنهم لاحقا، قررت اللجنة عام 1994 فتح مكتب لها في لندن يديره كل من سعد الفقيه ومحمد المسعري الذي كان منتميا لحزب التحرير في تلك الفترة وشكل فيما بعد تنظيم التجديد الإسلامي. ظهر لاحقا خلاف حول إستراتيجية عمل اللجنة، وعلى إثره أُقيل الفقيه فأسس في 11 مارس 1996 الحركة الإسلامية للإصلاح.

## النشاطات
أطلقت الحركة الإسلامية للإصلاح إذاعة صوتية أسمتها «صوت الإصلاح» في ديسمبر 2002، وكانت أولى المظاهرات التي دعت الحركة لتنظيمها مظاهرة 14 أكتوبر 2003 التي شارك فيها المئات أمام برج المملكة في الرياض بالتزامن مع عقد مؤتمر «حقوق الإنسان في السلم والحرب» واعتقل على إثرها أكثر من 350 شخصا صدرت عليهم أحكام متفاوتة شملت جَلد بعضهم. بحسب منظمة العفو الدولية، كان من المعتقلين ثلاث نساء على الأقل أفرج عنهن بعد 55 يوما من الاعتقال بعد التعهد بعدم التكرار. عقِب المظاهرة تشويش الحكومة السعودية لبث إذاعة الحركة.
دعت الحركة لمظاهرات يوم 16 ديسمبر 2004 في عدة مدن سعودية وتوقع سعد الفقيه مشاركة عشرات الآلاف رغم حظر التظاهر. في اليوم المخطط للتظاهر انتشرت قوات الشرطة المسلحة وأقيمت نقاط تفتيش عديدة في الرياض واعتُقل ثمانية أشخاص بشبهة التظاهر بينما تظاهر حوالي 100 شخص في مدينة جدة اعتقلت قوات الأمن 21 منهم وفيهم امرأة. صدرت أحكام على 15 منهم تترواح بين 100 و250 جلدة وشهرين إلى ست أشهر سجن.